# Lendo
Ej att förväxlas med ett numera nedlagt företag inom tekobranschen som las ner i mitten av 1900-talet
Lendo AB ett svenskt företag som erbjuder mäklartjänster på kreditmarknaden sedan 2007. Lendo omsatte 783 miljoner kronor 2023 och har 158 personer anställda i Sverige.

## Verksamhet
Lendos verksamhet drivs via en webbplats, Lendo.se där privatpersoner och småföretagare kan jämföra låneerbjudanden om privatlån och företagslån från flera aktörer med en ansökan och kreditupplysning. Bolaget har tillstånd för, och bedriva verksamhet avseende: förmedling av konsumentkrediter.  
Det svenska kontoret ligger i Stockholm, på västra Järnvägsgatan 21 i det så kallade Schibstedhuset med andra Schibstedägda bolag som Blocket, Aftonbladet, SvD med flera. Lendos huvudkontor ligger i Oslo, i Norge. År 2020 fanns Lendo, utöver Sverige,  även i Österrike, Norge, Finland, Danmark och Spanien.

## Utmärkelser
- 2019 Lendo utnämndes av IDG.se som en av Sveriges topp100 bästa sajter och nättjänster som en av fem sajter i kategorin "Sök och jämför".[3]